# Heinkel He 100
Heinkel He 100 – niemiecki myśliwiec zaprojektowany w koncernie Heinkla, tuż przed II wojną światową.

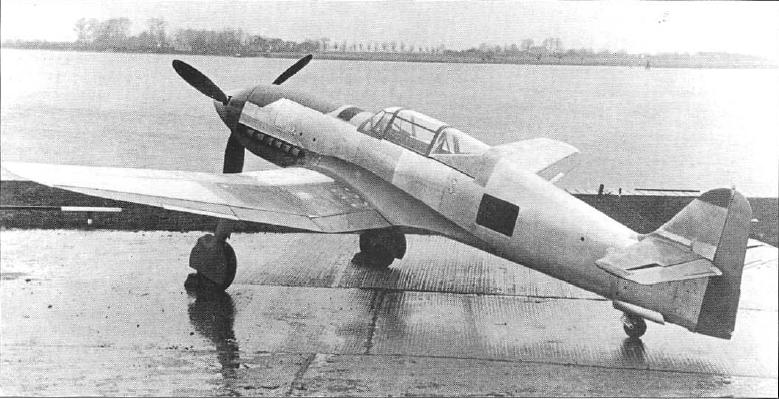
Prototyp Heinkel He 100 V1

Powstał w trakcie poszukiwań podstawowego samolotu myśliwskiego, jednak przegrał w trakcie prób z samolotem Messerschmitt Bf 109. He 100 charakteryzował się nowatorskimi rozwiązaniami zmierzającymi do lepszego wyprofilowania kadłuba w celu poprawy osiągów. Wskazać tu należy: skomplikowany system chłodzenia cieczą, która przepływała przez system rur w kadłubie, skrzydłach i statecznikach (system w formie paneli do łatwej wymiany), brak łoża silnikowego (silnik był mocowany bezpośrednio do poszycia kadłuba – wskutek tego przedział silnikowy był stosunkowo mały), wciąganą chłodnicę pomocniczą (wysuwana podczas startu dla ochrony silnika przed przegrzaniem).
He 100 jako nowatorska konstrukcja wzbudził duże zainteresowanie zagranicy (ZSRR zakupił 6 egzemplarzy do dalszego badania, Japonia kupiła 3 egzemplarze z zamiarem produkcji seryjnej) – uderzające jest podobieństwo sylwetki japońskiego samolotu Ki 61 Hien. Ostatecznie He 100 nie wszedł do produkcji seryjnej, zaś 12 powstałych maszyn używano do ochrony zakładów Heinkla.
He 100 wykorzystywano w nazistowskich Niemczech w celach propagandowych pod oznaczeniem Heinkel He 113 – wielokrotnie przemalowywane i eksponowane na różnych lotniskach skutecznie wywoływały wrażenie istnienia w Niemczech wielkiej liczby tego typu maszyn bojowych.